# Пам’ятник робітникам і службовцям комбінату «Криворіжсталь»

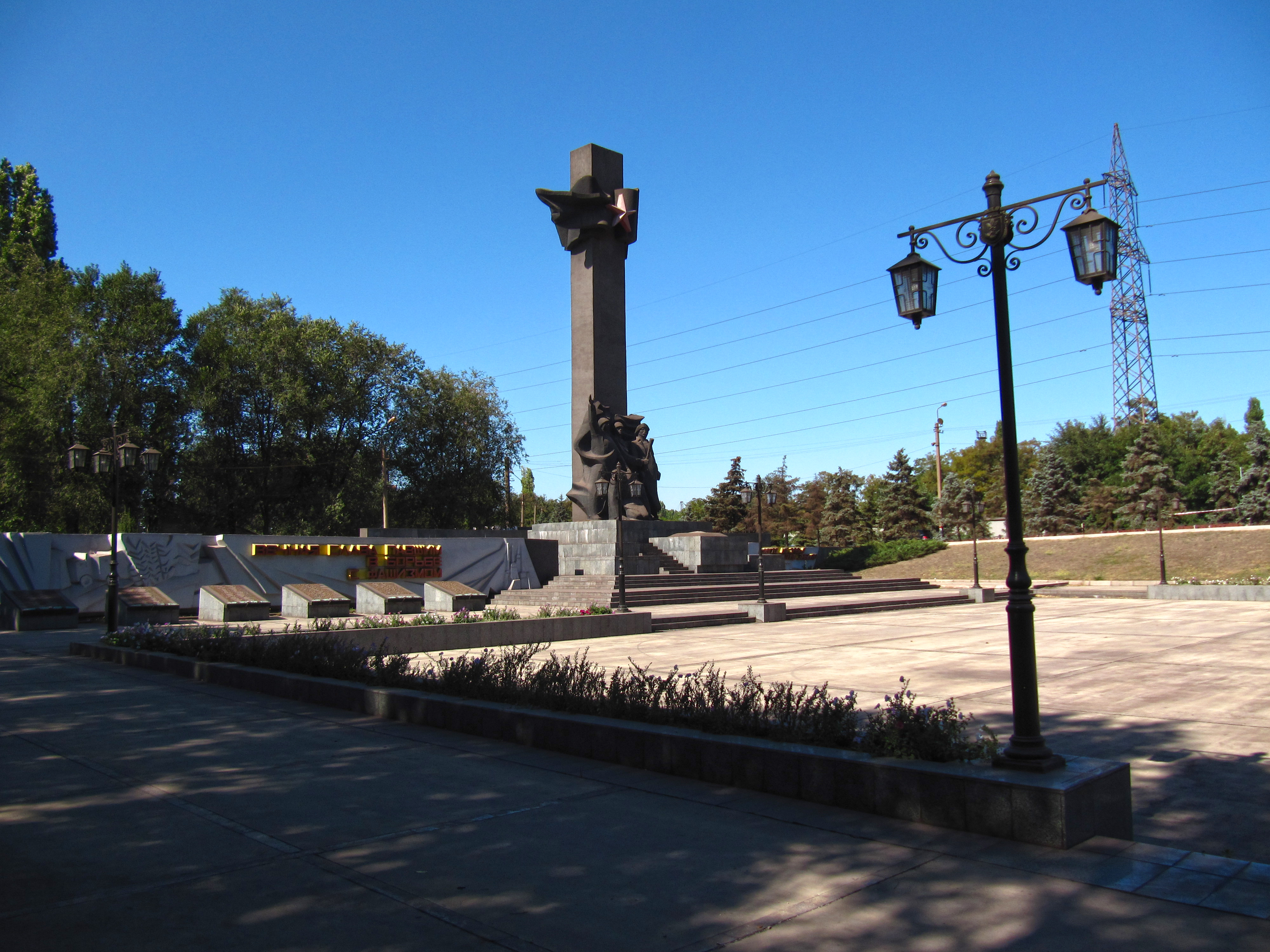

Пам'ятник робітникам і службовцям комбінату «Криворіжсталь», полеглим на фронтах Великої Вітчизняної війни 1941—1945 рр. — встановлено на території заводу в 1985 р. Пам'ятка знаходиться в Металургійному районі, за адресою: вул. Криворіжсталі (колишня Орджонікідзе), 1.

## Передісторія

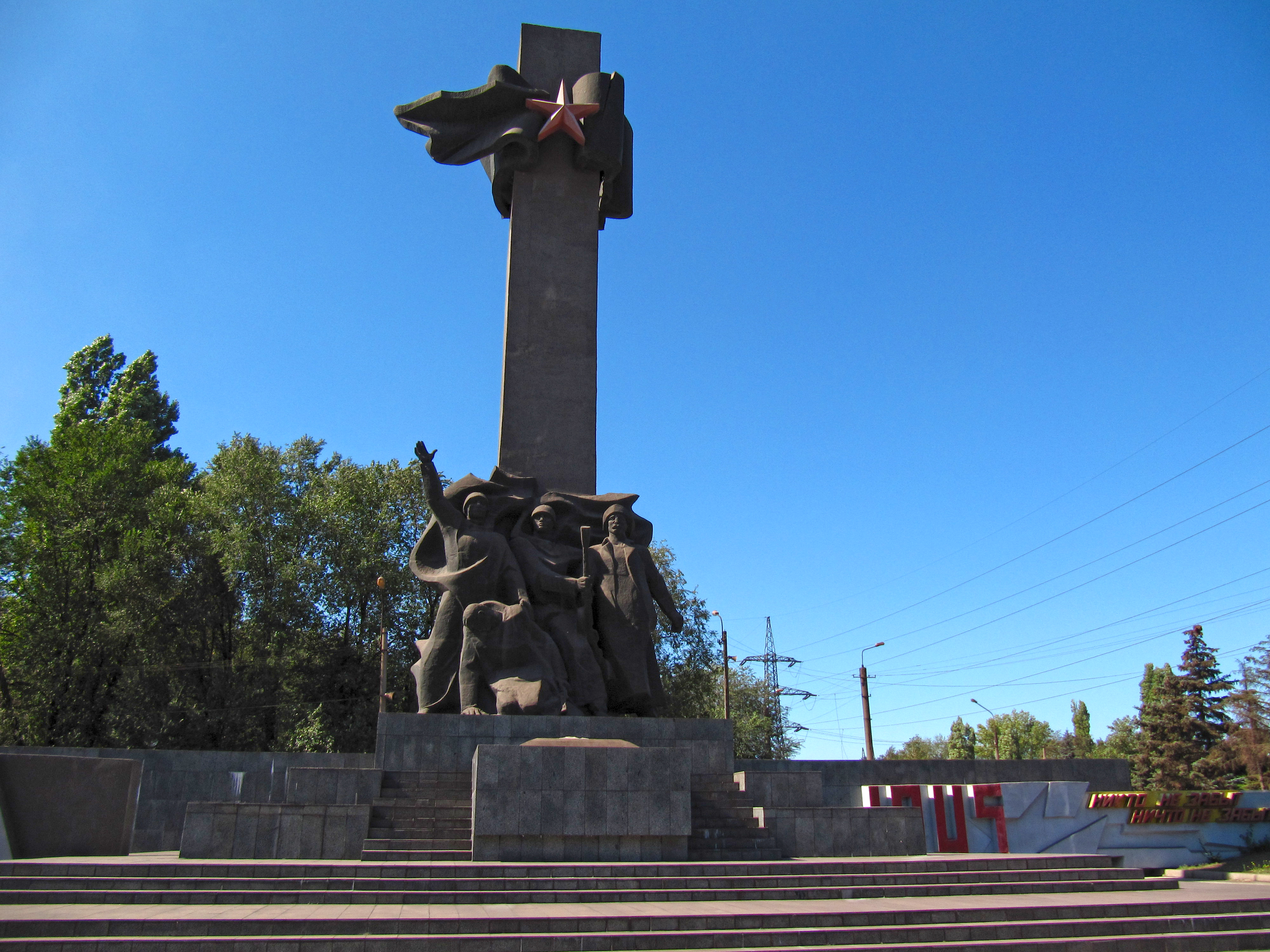

У 1934-39 рр. на заводі «Криворіжсталь» (Державний Гірничо-Металургійний комбінат, закладений у червні 1931 р., як металургійний завод (КМЗ) працювало 5,1 тис. чоловік. Майже 1 тисяча робітників та службовців заводу брали участь у Другій Світовій війні. Пам'ятник воїнам-заводчанам було встановлено на території заводу й урочисто відкрито 08.05. 1985 р.
Споруду відлито у фасонно-ливарному цеху бригадою М. П. Репнікова. Рішенням Дніпропетровського облвиконкому від 19.11.1990 р. № 424 пам'ятник було взято на облік, з охоронним номером 6309.
В 2005 році завод було виведено з державної власності і продано на торгах, с того часу діюча нова назва — ПАТ «АрселорМіттал Кривий Ріг».

## Пам'ятка
Пам'ятка — колона (обеліск) залізобетонна, в плані квадратної форми, 2,20×2,20 м, висотою 17,0 м. У верхній частині знаходиться чавунний прапор, фарбований в чорний колір, що обвиває колонну з усіх сторін. На прапорі — п'ятикутна чавунна зірка, фарбована в червоний колір. Скульптурна група з чотирьох об'ємних фігур висотою 5,0 м: два воїни в касках стоять у символічних плащах-наметах, в одного в руці — автомат; поруч — металург в спецодязі та капелюсі горнового. Біля їхніх ніг схилився на коліна поранений воїн. Постамент складається з 5 ярусів. Два нижніх розмірами 14,35×14,35 м і 12,0×12,0 м мають по три сходинки. Три верхніх — у вигляді блоків, поставлених один на одного, розмірами 9,6х9,6х0,74 м; 8,44х8,44х0,56 м; 6.2х5,6х0,92 м. Всі облицьовані полірованими гранітними плитками. Вічний вогонь розташовується на спеціальному блоці розмірами 3,02х3,02х1,20 м, вбудованому на рівні 3-4 блоків і облицьованому гранітними плитками. Зверху розміщено газову горілку, закриту декоративною чавунною решіткою квадратної в плані форми, 1,18×1,18 м, в середині якої дубовий вінок і вписана в нього об'ємна п'ятикутна зірка з розмахом променів 0,80 м. Діаметр отвору для вогню 0,25 м, висота конструкції 18 см. Стіна бетонна декоративна оточує меморіальний комплекс з трьох сторін. Складається з п'яти частин. Перша частина розташована справа від колони зі скульптурною групою. Її розміри 11,850×2,30 м. На ній виконано рельєфний двохрядковий надпис російською мовою великими літерами: «НИКТО НЕ ЗАБЫТ, / НИЧТО НЕ ЗАБЫТО» і дата «1945» (цифри висотою 1,94 м, шириною 0,36 м). Фон стіни — світло-сірий, букви — червоного кольору. Друга частина проходить позаду першої, постаменту і частини третьої. Висота 2,50 м. Облицьована полірованими гранітними плитками сірого кольору. Третя частина розмірами 27,25х2,30х0,53 м. На ній рельєфні зображення машин, колосків, прапорів (як і фон стіни. вони білого кольору). З правої сторони на полосі жовтого кольору червоним виконано об'ємний надпис російською мовою великими літерами у три рядки: «ВЕЧНАЯ СЛАВА ПАВШИМ / В БОРЬБЕ / С ФАШИЗМОМ». Четверта частина стіни розташована перпендикулярно до третьої на відстані 4,60 м. Її розміри 74,5х2,5х0,56 м. На цій частині рельєфно зображена бойова техніка (танки, літаки, гармати) в бою. Колір, як і фон, білий. У кутовій ніші розмірами 14,50×3,55 м рельєфна дата: «1945». П'ята частина розташована навпроти обеліску, перпендикулярно четвертій, складається з бетонних плит без зображень, пофарбована в білий колір. Меморіальні плити прямокутної форми, 1,70х1,20х0,05 м, відлиті з чавуну. На них об'ємними буквами нанесено прізвища, імена, по-батькові або прізвища та імена, або тільки прізвища загиблих на війні робітників заводу. Внизу кожної плити — горизонтальний рельєфний вінок з дубового листя (зеленого кольору), стрічка (сірого) і зірка (червоного). Вісімнадцять постаментів прямокутної в плані форми, розмірами 1,56×1,30 м, зі скошеним верхом, висотою 0,48-0,85 м, облицьовані плитками сірого граніту, розташовані двома групами: 1) 8 в ряд на відстані 1,12 м один від одного (18,10 м) — вдовж декоративної стіни зліва від постаменту з обеліском і фігурами; 2) 10 в ряд на відстані 1,05-1,10 м один від одного (22,0 м) — вздовж декоративної стіни з зображенням військової техніки.